# Seleen-78
Seleen-78 of 78Se is een stabiele isotoop van seleen, een niet-metaal. Het is een van de vijf stabiele isotopen van het element, naast seleen-74, seleen-76, seleen-77 en seleen-80. De abundantie op Aarde bedraagt 23,77%.
Seleen-78 ontstaat onder meer bij het radioactief verval van arseen-78, broom-78 en krypton-78.
64Se · 65Se · 66Se · 67Se · 68Se · 69Se · 69m1Se · 69m2Se · 70Se · 71Se · 71m1Se · 71m2Se · 72Se · 73Se · 73mSe · 74Se · 75Se · 76Se · 77Se · 77mSe · 78Se · 79Se · 79mSe · 80Se · 81Se · 81mSe · 82Se · 83Se · 83mSe · 84Se · 85Se · 86Se · 87Se · 88Se · 89Se · 90Se · 91Se · 92Se · 93Se · 94Se · 95Se